# Chiesa dei Santi Alessandro e Margherita
La chiesa prepositurale dei Santi Alessandro e Margherita è il duomo nonché la principale parrocchiale di Melzo, in città metropolitana ed arcidiocesi di Milano; fa parte del decanato di Melzo.

## Storia
La primitiva chiesa di Melzo, che era in stile romanico, sorse forse nell'XI secolo; tuttavia, il primo documento che ne attesta la presenza è il Liber Notitiae Sanctorum Mediolani redatto da Goffredo da Bussero nel XIII secolo.
La chiesa fu nuovamente citata nella Notitia Cleri Mediolanensis del 1398.
Il 18 agosto 1576 l'arcivescovo Carlo Borromeo elevò la chiesa di Melzo a collegiata e prepositurale e la sede plebanale fu qui trasferita dall'antica pieve di Corneliano; nel neo-costituito vicariato di Melzo erano inserite, oltre a quella melzese, anche le parrocchie di Albignano, di Cavaione, di Corneliano e di Truccazzano.

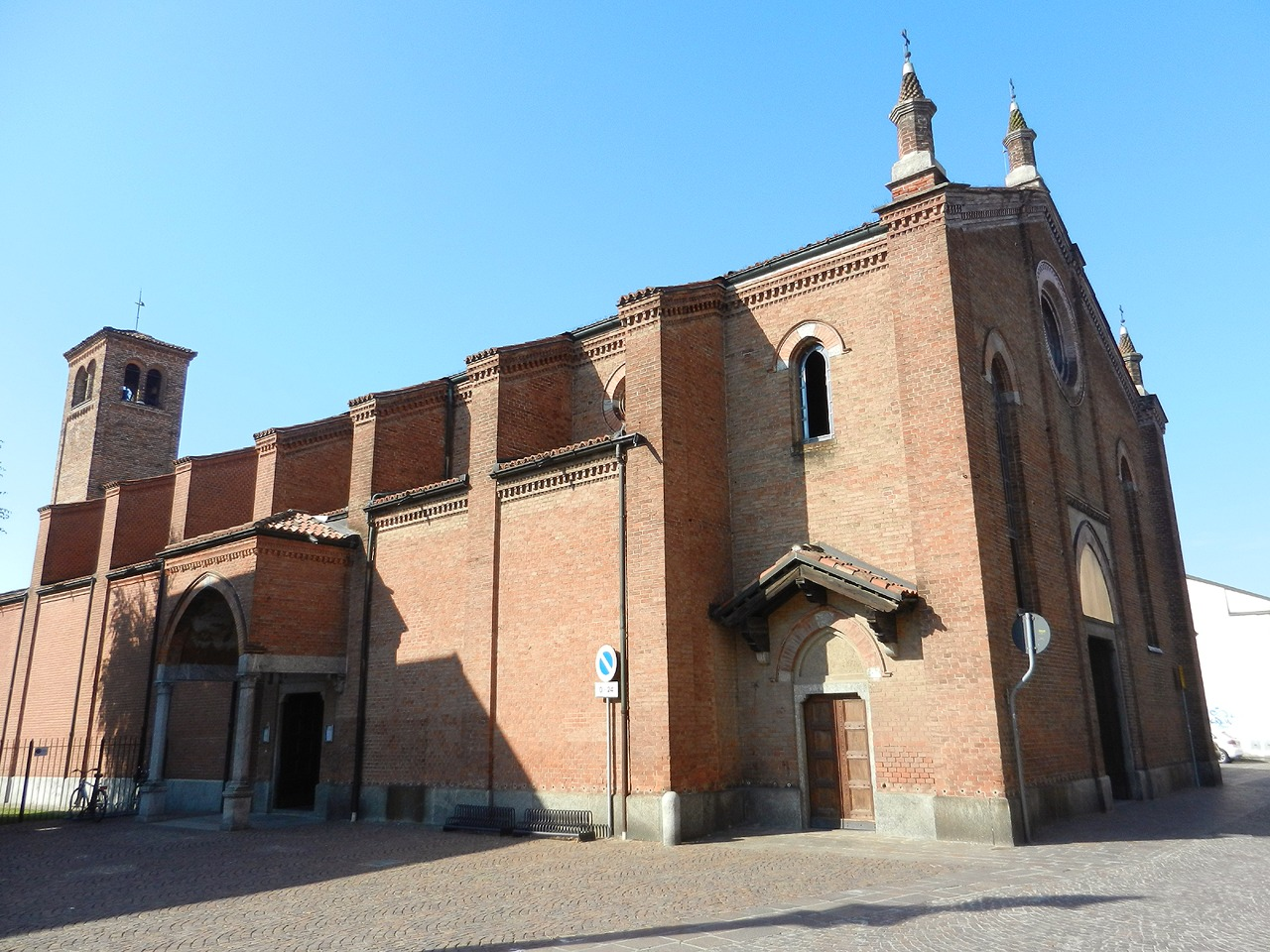
La chiesa vista da un'altra angolazione

Dalla relazione della visita pastorale compiuta nel 1751 dall'arcivescovo di Milano Giuseppe Pozzobonelli s'apprende che nella parrocchiale di Melzo, la quale aveva come filiali gli oratori di Sant'Anna, di Sant'Andrea Apostolo, di San Francesco serafico e di Sant'Antonio da Padova, avevano sede le confraternite del Santissimo Sacramento e del Santissimo Rosario e che il clero a servizio della cura d'anime era costituito dal pievano e da altri sette canonici.
All'inizio del XIX secolo la chiesa non versava in condizioni ottimali e, oltre a ciò, il sisma del 1802 infiacchì ulteriormente a già debole struttura.
Si dovette chiudere la parrocchiale che era pericolante e tutte le funzioni vennero trasferite nella chiesetta di San Francesco; nel 1834 cominciarono degli interventi di rifacimento che, condotti a più riprese poterono dirsi conclusi nel 1891, anno in cui l'architetto Luca Beltrami compì un collaudo dell'edificio.
Nel 1897 l'arcivescovo Andrea Carlo Ferrari, compiendo la sua visita presso la chiesa, annotò che la parrocchiale di Melzo, nella quale aveva sede la confraternita del Santissimo Sacramento, aveva come filiali le cappelle di Santa Maria delle Stelle di San Francesco d'Assisi, di Sant'Antonio do Padova e di Sant'Andrea Apostolo.
Tra il 1900 e il 1909 la parrocchiale fu oggetto di un ulteriore ampliamento progettato da Cesare Nava che prolungò la navata di tre campate.
Nel 1972 venne istituito, come erede dell'omonimo vicariato, il decanato di Melzo, comprendente, oltre a quella madre dei Santi Alessandro e Margherita, le parrocchie di Albignano d'Adda, Bettola d'Adda, Bellinzago Lombardo, Bornago, Caleppio, Cassignanica, Cavaione, Corneliano Bertario, Gessate, Gorgonzola, Groppello, Inzago, Liscate, Lucino Rodano, Masate, Melzo-Sacro Cuore, Pantigliate, Pessano, Pozzuolo Martesana, Premenugo, Settala, Trecella, Truccazzano e Vignate.
Nel 1979 la facciata della chiesa venne sottoposta ad un restauro e, in quello stesso anno, fu ingrandita la sagrestia.
Tra il 1991 e il 1992 la parrocchiale venne nuovamente ristrutturata e, con l'occasione, adeguata ai dettami del Concilio Vaticano II.

## Descrizione
La facciata della chiesa è in mattoni faccia a vista, presenta il portale, due finestre e un rosone e ai lati e sul colmo del tetto vi sono dei pinnacoli.
L'interno è ad un'unica navata voltata a cassettoni è caratterizzata ai lati da degli archi ogivali che introducono le cappelle laterali alternati a contrafforti.
L'opera di maggior pregio qui conservata è la pala ritraente il Martirio di Santa Caterina d'Alessandria, eseguita nel 1569 dal cremonese Cristoforo Magnani.